# 前原站
前原站（日语：／ Maebara eki */?）是一個位於日本千葉縣船橋市前原西七丁目，屬於京成電鐵松戶線的鐵路車站。車站編號是KS67。

## 車站結構
對向式月台2面2線的地面車站。

### 月台配置
| 月台 | 路線   | 方向 | 目的地                           |
| ---- | ------ | ---- | -------------------------------- |
| 1    | 松戶線 | 下行 | 新津田沼、京成津田沼、千葉方向   |
| 2    | 松戶線 | 上行 | 北習志野、新鎌谷、八柱、松戶方向 |

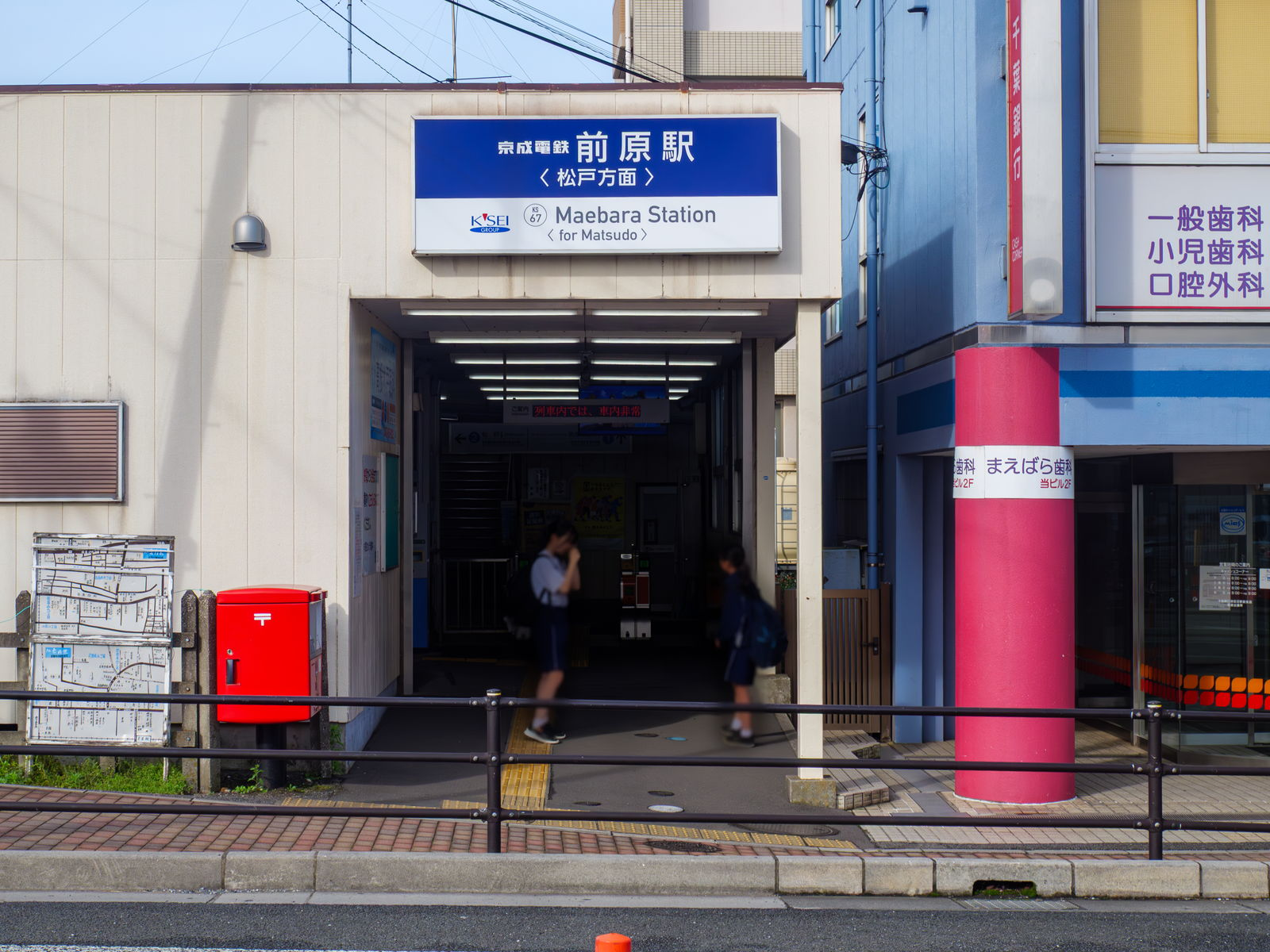
東口、津田沼方向（2025年5月11日）
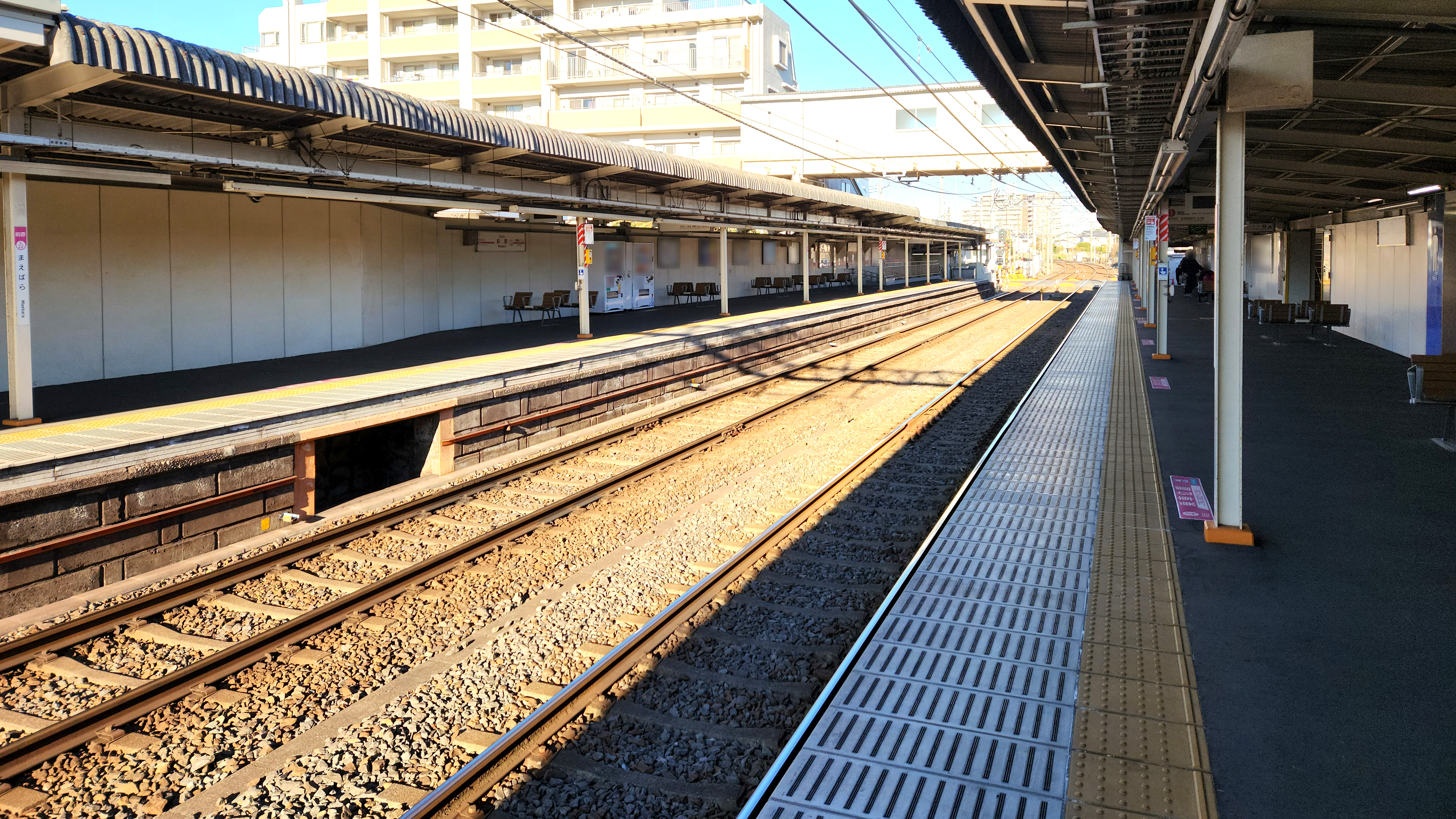
車站月台（2023年1月1日）

## 使用情況
2018年度一日平均上下車人次為9,362人，新京成線內第16位。
近年一日平均上車人次推移如下表。
| 年度               | 一日平均 上車人次 |
| ------------------ | ----------------- |
| 2007年（平成19年） | 3,397             |
| 2008年（平成20年） | 3,540             |
| 2009年（平成21年） | 3,657             |
| 2010年（平成22年） | 3,747             |
| 2011年（平成23年） | 3,616             |
| 2012年（平成24年） | 3,837             |
| 2013年（平成25年） | 4,048             |
| 2014年（平成26年） | 4,116             |
| 2015年（平成27年） | 4,325             |
| 2016年（平成28年） | 4,473             |
| 2017年（平成29年） | 4,555             |

## 相鄰車站
京成電鐵
 松戶線
藥園台（KS68）－前原（KS67）－新津田沼（KS66）

## 外部連結
- 前原｜電車與車站資訊｜京成電鐵